# New York Hakoah
El New York Hakoah es un equipo de fútbol de los Estados Unidos que juega en la North Jersey Soccer League.

## Historia
Fue fundado en el año 1928 en la ciudad de New York por los exjugadores del Hakoah Viena Bela Guttmann y Rudolph Nickolsburger y jugaron su primera temporada en la Eastern Soccer League, y ganaron la copa desafío en 1929, pero en 1930 se fusionaron con el Brooklyn Hakoah para dar origen al Hakoah All-Stars de la American Soccer League.

### Primera Refundación
En 1956 el club renace tras la fusión del Brooklyn Hakoah con el New York Americans y nace el New York Hakoah-Americans, aunque para la temporada de 1962/63 cambia su nombre por simplemente el de New York Hakoah. El club ganó la American Soccer League en tres ocasiones de manera consecutiva y desaparece en 1965.

### Segunda Refundación
El club renace en el año 2009 como el Hakoah Bergen County por idea de Ron Glickman, quien llevó al club a su nueva sede en Teaneck, New Jersey, aunque posteriormente el club consigue jugar sus partidos de local en el estadio de la Universidad de Fairleigh Dickinson y formar parte de la North Jersey Soccer League.
En el año 2012 el club cambia su nombre al de New York Hakoah.

## Palmarés
- American Soccer League: 3

1956/57, 1957/58, 1958/59
- National Challenge Cup: 1

1929